# Tim Linthorst
Tim Linthorst (Apeldoorn, 3 juli 1994) is een Nederlands voetballer die bij voorkeur als verdediger speelt.
In de zomer van 2015 maakte hij de overstap van SBV Vitesse naar De Graafschap. Op 11 augustus 2015 maakte hij zijn debuut voor de Doetinchemse club in de uitwedstrijd tegen sc Heerenveen. In de zomer van 2017 ging hij spelen in Duitsland, bij Berliner AK 07 dat uitkomt in de Regionalliga Nordost. In 2018 ging hij voor AFC spelen.

## Carrièrestatistieken
| Seizoen         | Club            | Land            | Competitie           | Competitie | Competitie | Beker | Beker | Internationaal | Internationaal | Overig | Overig | Totaal | Totaal |
| Seizoen         | Club            | Land            | Competitie           | Wed.       | Dlp.       | Wed.  | Dlp.  | Wed.           | Dlp.           | Wed.   | Dlp.   | Wed.   | Dlp.   |
| --------------- | --------------- | --------------- | -------------------- | ---------- | ---------- | ----- | ----- | -------------- | -------------- | ------ | ------ | ------ | ------ |
| 2015/16         | De Graafschap   | Nederland       | Eredivisie           | 5          | 0          | 0     | 0     | –              | –              | 0      | 0      | 5      | 0      |
| 2016/17         | De Graafschap   | Nederland       | Eerste divisie       | 14         | 0          | 0     | 0     | –              | –              | 0      | 0      | 14     | 0      |
| 2017/18         | Berliner AK 07  | Duitsland       | Regionalliga Nordost | 26         | 0          | 0     | 0     | –              | –              | 1      | 1      | 27     | 1      |
| Carrière totaal | Carrière totaal | Carrière totaal | Carrière totaal      | 45         | 0          | 0     | 0     | 0              | 0              | 1      | 1      | 46     | 1      |